# Pietro Pizzuti
Pietro Pizzuti (Roma, 11 luglio 1958) è un attore, drammaturgo, regista e traduttore italiano.

## Biografia
Pietro Pizzuti nasce a Roma l’11 luglio 1958. Dal 1964 frequenta la scuola europea di Bruxelles. Dopo la maturità nel 1976 si iscrive all'Università Cattolica di Lovanio dove nel 1980 si laurea in Sociologia.
I suoi primissimi corsi di teatro si svolgeranno alla scuola europea e già nel 1978 è notato da Micheline Hardy durante gli esami pubblici che si tengono ogni anno presso l'Accademia di Etterbeek. 
In seguito frequenta il Conservatorio Reale d'Arte Drammatica di Bruxelles allievo dei maestri Claude Etienne e Pierre Laroche. Nel 1980 riceve il suo primo riconoscimento ufficiale, il Primo Premio al "Conservatoire Royal d'Art Dramatique de Bruxelles" e nel 1981 il Premio Superiore. 
Completa la sua formazione seguendo diversi stage con Luca Ronconi, Georges Lavaudant e il Roy Hart Théâtre.
Lavora come attore diretto da registi quali Jean-Louis Barrault, Maurice Béjart, Simone Benmussa, Bernard De Coster, Philippe Sireuil, Pierre Laroche, Jules-Henri Marchant, Albert-André Lheureux, Marcel Delval, Angelo Bison, Stephen Shank, Micheline Hardy, Christine Delmotte, Ingrid von Wantoch Rekowski, Virginie Thirion, José Besprosvany, Christophe Sermet, Lorent Wanson e Sandro Mabellini … recitando autori del repertorio classico come Shakespeare, Molière, Tchékhov e contemporaneo quali Fernando Arrabal, Pierre Klossowski, Peter Handke, René Kalisky, Valère Novarina, Jean-Marie Piemme, Paul Emond, Henry Bauchau, Philippe Blasband, Raffaello Baldini, Alessandro Baricco, Ascanio Celestini, Stanislas Cotton, Pascal Rambert.
Nel 1981 muove i suoi primi passi nel cinema recitando nel film di Chantal Akerman "Toute une nuit", qualche anno dopo recita diretto da Marion Hänsel e da Jean-Pierre e Luc Dardenne.
Nel 1982 s'interessa alla televisione con "Casting" di Arthur Joffé. 
Nel 1984 interpreta diretto da Maurice Béjart "Cinq Nôs Modernes" a Parigi. E nel 1986 sempre a Parigi Jean-Louis Barrault lo dirige nell’Arlecchino del Théâtre de Foire.
Negli anni che seguono recita in più di 50 spettacoli e nel lungometraggio "Pardon Cupidon" di Marie Mandy (1993). 
Cura la regia di più di 37 opere teatrali di autori classici come Goldoni, Crébillon fils e Musset e contemporanei come Serge Kribus, Michel-Marc Bouchard, Eugène Savitzkaya, Laurence Vielle, Philippe Minyana, Hubert Colas, Geneviève Damas, Vitaliano Trevisan, Antonio Tarantino, Marie-Paule Kumps e Bernard Cogniaux, Nick Payne.
Nel 1994 dirige uno spettacolo storico come regista nel sito suggestivo dell’abbazia cistercense di Villers-la-Ville "La Belle au Bois Dormant"  un adattamento della « Bella addormentata nel bosco » di cui chiede la stesura a due suoi allievi Laurence Vielle e Vincent Marganne.
Ha insegnato al Conservatoire d’Art Dramatique di Bruxelles e di Mons, così come all’Università Cattolica di Lovanio (2007) e a l’École Nationale Supérieure des Arts Visuels de La Cambre. È stato consigliere artistico della Maison du Spectacle-la Bellone e fondatore delle Brigittines Centre d’Art Contemporain du Mouvement de la Ville de Bruxelles. 
È autore di una ventina di opere teatrali tra cui : Le ali della notte ; Leonardo o il sogno dell’effimero (Premio André Praga) ; Alba Rosa (Premio Société des Auteurs et Compositeurs Dramatiques) ; N’être ; La resistente (Premio de l’Union des Artistes SACD-Lansman 2003 e Premio dei Teatri 2006) ; L’inverno della cicala ; Il silenzio delle madri (Premio dei Teatri 2006) ; L’iniziatrice ; L’acqua del lupo ; Placebo ; Kif-Kif (Paro-Paro, tradotta in italiano da Camilla Brison) ; Pop-Corn ; Chi ha ucciso Amy Winehouse ? ; B.U.I.T.E.N Airlines ; Lui e La compassione dell’elefante.
Traduce in francese autori italiani quali Alessandro Baricco, Ascanio Celestini, Stefano Massini, Fausto Paravidino, Giorgio Gaber e promuove i nuovi drammaturghi belgi.
Premiato con il Premio Eva dei Teatri (1989), il Premio Tenue de Ville (1997) e il Premio dei Teatri (2001, 2004, 2015), nel 2006 riceve il Premio dei Teatri come migliore autore.
Nel 2016 gli è stato conferito il Premio Italiques.

## Teatro
Attore
- 1978: « L'Ours et l'Indien » di Israël Horovitz, regia di Marcel Delval al Ciné Rio
- 1980: « La Passion selon Pier Paolo Pasolini » di René Kalisky, regia di Albert-André Lheureux, Théâtre de l'Esprit Frappeur al Théâtre National de Chaillot "Les Désirables" di Yves William Delzenne, regia di Albert-André Lheureux al Théâtre de l’Esprit Frappeur
- 1981: "Cyrano de Bergerac" di Edmond Rostand, regia di Bernard De Coster al Théâtre National (Bruxelles)
- 1982: « L'Étourdi » di Molière, regia di Angelo Bison al Rideau de Bruxelles
- 1983: «La Tempête» di William Shakespeare, regia di Pierre Laroche al Rideau de Bruxelles "Le Mariage forcé", "Le Médecin volant", "Le Cocu imaginaire" di Molière, regia di Angelo Bison al Rideau de Bruxelles "La Folle de Chaillot" di Jean Giraudoux, regia di Bernard De Coster al Théâtre Royal du Parc (Bruxelles) "Frankenstein" di Mary Shelley, regia di Bernard De Coster al Théâtre National (Bruxelles)
- 1984: "L'Ecole des Femmes" di Molière, regia di Bernard De Coster al Théâtre National (Bruxelles) "Cinq Nôs Modernes" di Yukio Mishima-Marguerite Yourcenar, regia di Maurice Béjart al Théâtre du Rond-Point Renaud-Barrault
- 1985: "Sur le fil" di Fernando Arrabal, regia di Bernard De Coster al Théâtre Royal du Parc (Bruxelles).
- 1986: "Théâtre de Foire", di Alain-René Lesage, regia di Jean-Louis Barrault (rôle d'Arlequin), al Théâtre du Rond-Point "Le Bain de Diane" di Pierre Klossowski, regia di Simone Benmussa al Théâtre Renaud-Barrault
- 1987: "Carte Blanche à Paul Jenkins", regia di Simone Benmussa a l'Opéra Comique
- 1989: "Lettre aux acteurs" di Valère Novarina, regia di Bernard De Coster al Rideau de Bruxelles (Eve du Théâtre) "L'Atelier Volant" di Valère Novarina, regia di Alain Timar al Théâtre des Halles d'Avignon (Festival d'Avignon) "Le Mariage de Figaro" di Beaumarchais, regia di Daniel Leveugle al Théâtre Royal du Parc (Bruxelles)
- 1990: "Conversation avec Jorge Luis Borges à l'occasion de son 80e anniversaire", da Willis Barnstone, regia di Bernard De Coster al Rideau de Bruxelles
- 1991: "Quasimodo" da "Notre Dame de Paris" di Victor Hugo, regia di Alain Brunard a Villers-la-Ville (Belgique)
- 1992: "Le Purgatoire" di Dante Alighieri, regia di Pierre Laroche al Théâtre National (Bruxelles)
- 1993: "Dave au bord de mer" di René Kalisky, regia di Jules-Henri Marchant al Rideau de Bruxelles "Voyage au pays sonore" di Peter Handke, regia di Jules-Henri Marchant al Rideau de Bruxelles
- 1994: "Le Roi Lear" di William Shakespeare, regia di Roumen Tchakarov al Rideau de Bruxelles
- 1995: "Choses qu'on dit la nuit entre deux villes" di Francis Dannemark, regia e adattamento di Vincent Smetana a l'Espace Senghor (Bruxelles) "Dom Juan" di Molière, regia di Herbert Rolland al Théâtre de la Vie (Bruxelles)
- 1996: "Peaux de Chats" di Alain Cofino Gomez, regia di Micheline Hardy al Théâtre Le Public (Bruxelles) "A-Ronne" di Luciano Berio, regia di Ingrid von Wantoch Rekowski a la Chapelle des Brigittines (Bruxelles)
- 1997: "L'invisible"di Philippe Blasband, regia di José Besprosvany al Théâtre Le Public (Bruxelles). (Premio Tenue de Ville) "Le limier" di Anthony Shaffer, regia di Frédéric Latin al Théâtre Le Public (Bruxelles)
- 1998: "Le café des patriotes" di Jean-Marie Piemme, regia di Philippe Sireuil al Théâtre Varia (Bruxelles) "Images de la vie de St. François d'Assise" di Michel de Ghelderode, regia di Stephen Shank a Villers-la-Ville "Prométhée" da Eschilo adattamento di Henry Bauchau, regia di José Besprosvany al Rideau de Bruxelles
- 1999: "Toréadors" di Jean-Marie Piemme, regia di Philippe Sireuil al Theâtre Le Public (Bruxelles) e al Festival de Spa
- 2000: "Novecento" di Alessandro Baricco, regia di Fabio Mangolini al Théâtre Le Public (Bruxelles) e in tournée a Liegi, Namur, Tournai, Dinant, Mons. "L’abitasion brize le ven de notre jardin" da Les Écrits Bruts (Michel Thévoz) progetto di Laurence Vielle e Magali Pinglaut, regia di Pascal Crochet al Théâtre Océan Nord (Bruxelles). (Premio dei Teatri 2001 per il migliore spettacolo di una giovane compagnia)
- 2001: "In H moll" dalla Messa in si minore di Johann Sebastian Bach, regia di Ingrid von Wantoch Rekowski al Festival Musica di Strasburgo e a la Chapelle des Brigittines (Bruxelles)…
- 2002: "N’être" di Pietro Pizzuti, regia dell’autore al Théâtre de la Balsamine (Bruxelles) e a Tournai "Le contrat" di Slawomir Mrozek, regia di Stephen Shank al Téâtre Le Public (Bruxelles)
- 2003: "Au fond à droite" di Raffaello Baldini, regia di Jules-Henri Marchant al Rideau de Bruxelles (Premio dei Teatri 2004)
- 2004: "Métamorphoses – Rubens" video performance di Ingrid von Wantoch Rekowski per Rubens – Antwerpen 2004 "François" di Laurence Vielle al Festival "Enfin seul" al Théâtre de l’L "La damnation de Freud" di Isabelle Stengers, Tobie Nathan e Lucien Hounkpatin, regia di Christine Delmotte al Théâtre des Martyrs (Bruxelles)
- 2005: "Marguerite l’âne et le diable" di Ingrid von Wantoch Rekowski tournée al Festival Teatro Parma (Teatro due) "Le tango des Centaures" dalle Metamorfosi di Ovidio di Ingrid von Wantoch Rekowski al Théâtre National (Belgique)
- 2007: "Histoires d’un idiot de guerre" di Ascanio Celestini, regia di Michaël Delaunoy al Rideau de Bruxelles "Les fourberies de Scapin » di Molière, regia di Christine Delmotte al Théâtre des Martyrs (Bruxelles)
- 2010: "Animal" creazione collettiva, regia di Virginie Thirion al théâtre Le Public (Bruxelles) "Prométhée enchaînée" da Eschilo adattamento Henry Bauchau, nuova regia di José Besprosvany al Théâtre de la Mairie d’Ivry (Parigi) e al Théâtre de la Balsamine (Bruxelles)… "Raphaël, les sirènes et le poulet" mise en scène de Ingrid von Wantoch Rekowski au Théâtre National (Bruxelles)
- 2012: "Orphéon" di Stanislas Cotton, regia di Virginie Thirion al Théâtre Le Public (Bruxelles)
- 2014: "Le roi se meurt" di Eugène Ionesco, regia di Christine Delmotte al Théâtre des Martyrs (Bruxelles) "Vania!" da "Zio Vania" di Anton Tchékhov, regia di Christophe Sermet al Rideau de Bruxelles "Performance Bozar" di Ingrid von Wantoch Rekowski al Bozar di Bruxelles
- 2015: "Rhinocéros" di Eugène Ionesco, regia di Christine Delmotte al Théâtre des Martyrs (Bruxelles)
- 2016: "Lehman Trilogy – I capitoli del crollo" di Stefano Massini, tradotto da Pietro Pizzuti, regia di Lorent Wanson al Rideau de Bruxelles "Clôture de l’amour" di Pascal Rambert, regia di Sandro Mabellini al Théâtre de la Vie (Bruxelles)

Regista
- 1982: "Trois pièces pour dames seules" di Dino Buzzati al Théâtre de l'Esprit Frappeur (Bruxelles)
- 1983: "Petit Matin" di Jacques De Decker al Rideau de Bruxelles "Temporairement épuisé" di Hubert Colas a la Chapelle des Brigittines (Bruxelles)
- 1994: « La Belle au bois dormant » di Laurence Vielle e Vincent Marganne a l’Abbaye de Villers-la-Ville "Grimm" scrittura collettiva al Rideau de Bruxelles
- 1996: "Réseau" di Vincent Marganne al Théâtre de la Toison d'Or (Bruxelles) "Antonin et Mélodie » di Serge Kribus al Théâtre Le Public (Bruxelles) "Chambres" di Philippe Minyana a L'Espace Senghor (Festival Théâtre en Compagnie), al Centre Wallonie-Bruxelles di Parigi
- 1997: "L'inquiétude" di Valère Novarina al Théâtre de la Balsamine (Bruxelles). In tournée a Chatillon, Marsiglia… "Le hasard au coin du feu" di Crébillon fils "Un Caprice" di Alfred de Musset al Théâtre le Public (Bruxelles) "Marin, mon cœur" di Eugène Savitzkaya al Théâtre de la Balsamine (Bruxelles-Les giboulées)
- 1998: "Les Muses Orphelines" di Michel Marc Bouchard al Théâtre Le Public (Bruxelles-Festival des francophonies ADAC)
- 2000: "Une Cendrillon des villes" di Laurence Vielle al Botanique (Bruxelles-Festival Théâtre en Compagnies)
- 2002: "N’être" di Pietro Pizzuti al Théatre de la Balsamine (Bruxelles) e a Tournai
- 2003: "Vous n’existez pas" di Anne Bourlond al Festival « Scènes au Château de Seneffe » (Belgique) "Les jours heureux" di Laurent Graff al Théâtre Le Public (Bruxelles)
- 2004: "Molly à vélo » di e con Geneviève Damas al Festival de Spa, a Les Riches Claires (Bruxelles)
- 2005: "Fabbrica" di Ascanio Celestini al Rideau de Bruxelles, tournée in Belgio e in Francia
- 2006: "Bon T ou bonne poire ? Exercice d’éthique théâtrale" a La Ferme du Biéreau (Louvain-la-Neuve)
- 2007: "Molly au château" di e con Geneviève Damas al Festival di Spa, a l’Atelier 210 (Bruxelles) "Le Gris" da "Il Grigio" di Giorgio Gaber, tradotto da Pietro Pizzuti al Rideau de Bruxelles "Il Premio dei Teatri" regia del Premio della Critica teatrale al Bozar di Bruxelles
- 2008: "Tout au bord" di e con Marie-Paule Kumps e Bernard Cogniaux al Théâtre Le Public (Bruxelles)
- 2009: "Pecora Nera" di Ascanio Celestini al Rideau de Bruxelles
- 2010: "Après moi le déluge" di Luisa Cunillé a l’Atelier Théâtre Jean Vilar (Louvain-la-Neuve) "Pagina Bianca" regia del testo originale "Come il sorriso che non hai dipinto mai" di Pietro Pizzuti per la ballerina Daniela Lucà al Festival di danza di Liegi
- 2011: "Oscillations" di Vitaliano Trevisan al Théâtre Marni (Bruxelles) e al Festival de Bruxelles "La dame au violoncelle" di Guy Foissy a la Clarencière (Bruxelles) "Alessandro e Maria" di Giorgio Gaber al Festival di Spa e a l’Atelier Théâtre Jean Vilar (Louvain-la-Neuve)
- 2012: "Kiffeurs de rien" di Geneviève Damas al Festival di Huy "Du Coq à Lasne" di Laurence Vielle e Jean-Michel Agius al Théâtre de Vidy (Lausanne) e al Théâtre Le Public (Bruxelles) "Paix Nationale" di Geneviève Damas al Théâtre Le Public (Bruxelles)
- 2013: "La serva amorosa" di Carlo Goldoni al Théâtre Le Public (Bruxelles) "La maison de Ramallah" di Antonio Tarantino al Théâtre de Poche (coproduzione Rideau de Bruxelles) "Un Noël des béatitudes" alla chiesa di Thorembais-les-Béguines (Belgique) con Gabriel Ringlet
- 2014: "Conversations avec ma mère" di Santiago Carlos Oves a l’Espace Delvaux, al Théâtre Le Public (Bruxelles) e in tournée a Parigi (La Pépinière) "La pecora nera" de Ascanio Celestini, nuova regia, a Les Riches Claires (Bruxelles)
- 2015: "Constellations" di Nick Payne al Théâtre Le Public (Bruxelles)

## Filmografia
- Toute une nuit, regia di Chantal Akerman (1981)
- Séance de nuit, regia di Bruno Pradez - cortometraggio (1986)
- Le Panorama, regia di Christophe Loizillon - cortometraggio (1987)
- Bino Fabule, regia di Robert Lombaerts e Réjane Taillon (1988)
- Ti amo, regia di Frank Van Passel - cortometraggio (1989)
- La Leçon de piano, regia di Marc Levie - cortometraggio (1989)
- Le Bonheur d'en face, regia di Teff Erhat - serie TV (1989)
- Il maestro, regia di Marion Hänsel (1990)
- Je pense à vous, regia di Jean-Pierre e Luc Dardenne (1992)
- Sulla terra come in cielo (Sur la terre comme au ciel), regia di Marion Hänsel (1992)
- Pardon Cupidon, regia di Marie Mandy (1993)
- La Sicilia, regia di Luc Pien (1997)
- Né un 14 février, regia di Michaël Bier - cortometraggio (2004)

## Riconoscimenti
- 1984: Premio di interpretazione al Festival International du Film de Bruxelles per la sua parte nel film "Séance de nuit" di Bruno Pradez
- 1987: Prix André Praga conferito da l'Académie Royale de Langue et de Littérature Française per la sua opera teatrale "Leonardo o il sogno dell’effimero"
- 1989: Premio Eva dei Teatri per il migliore attore conferito da l'Association Belge des Journalistes du Spectacle et Premio Bizz' Art del monologo per "Lettre aux acteurs" di Valère Novarina
- 1997: Prix Tenue de ville per il migliore monologo in « L’invisible » di Philippe Blasband e per il migliore spettacolo nel quale ha partecipato come attore « A Ronne II » di Luciano Berio, regia di ingrid von Wantoch Rekowski
- 1998: Prix SACD per la sua opera teatrale "Alba Rosa"
- 2001: Prix du Théâtre per il migliore spettacolo di una giovane compagnia per "L’abitasion brize le ven de notre jardin"
- 2002: Prix de l’Union des Artistes du spectacle de Belgique- Société des Auteurs et Compositeurs Dramatiques (SACD) – Lansman per la sua opera teatrale "La resistente"
- 2004: Prix du Théâtre per il migliore monologo in « Au fond à droite » da « In fondo a destra » di Raffaello Baldini
- 2006: Prix de la critique per il migliore autore, per le sue opere teatrali « La resistente », « Il silenzio delle madri » e per la sua traduzione in francese di « Natura morta in un fosso » di Fausto Paravidino
- 2013: Insegna stradale a smalto al suo nome Pietro Pizzuti sul Muro delle Celebrità Mur des Célébrités a la Maison des Arts a Schaerbeek
- 2015: Prix de la critique per il migliore spettacolo nel quale ha partecipato come attore, « Vania! » da « Zio Vania » di Anton Tchékhov, regia di Christophe Sermet
- 2016: Premio Italiques 2016